# Mark Twain Riverboat

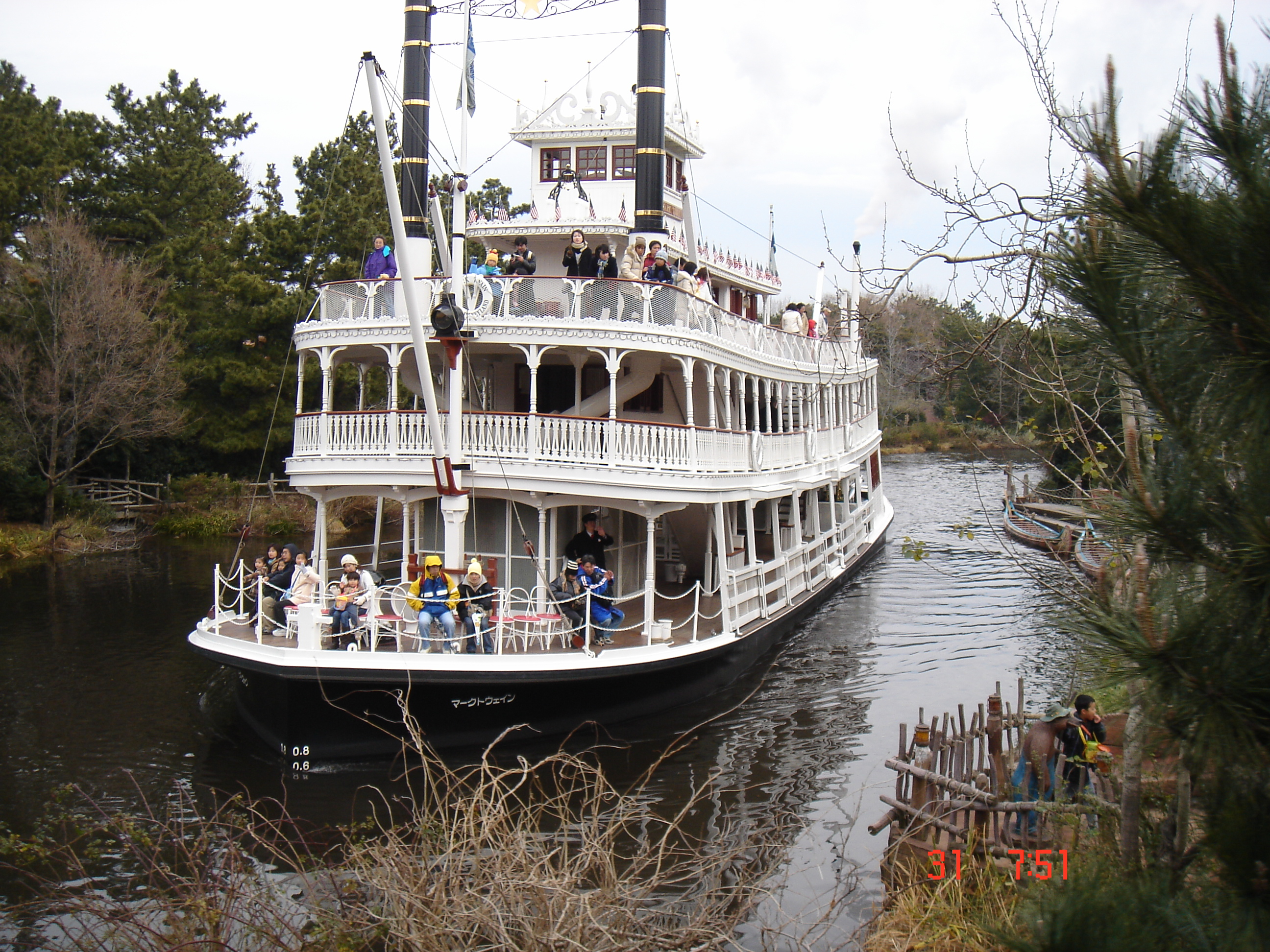
Mark Twain Riverboat à Tokyo Disneyland.

Mark Twain Riverboat est une attraction des parcs Disneyland, Tokyo Disneyland et Parc Disneyland. C'est un bateau à vapeur avec une roue à aubes en poupe construit à l'échelle 5/8e et entièrement fonctionnel. Il permet aux visiteurs de faire une croisière de 12 minutes sur les Rivers of America, la rivière de Frontierland (Westernland à Tokyo).

## Historique
Dès que Walt Disney envisagea un parc d'attractions au début des années 1950, il prévoyait une rivière avec dessus un bateau à aubes (voir Concept de Disneyland). Le parc et la rivière devaient être situés sur une parcelle de terrain au sud des studios de Burbank. Ce projet fut rapidement remplacé par un parc plus grand à Anaheim (le site actuel) mais la rivière et le bateau furent conservés.
En raison de l'attachement de Walt aux histoires de Tom Sawyer, le bateau pris le nom de Mark Twain. De plus ce nom se conjugue avec l'attraction alors en cours de conception Tom Sawyer Island ouverte en 1956. Le bateau était le premier bateau à vapeur et à aubes totalement opérationnel construit depuis près de 50 ans (le début du XXe siècle) aux États-Unis. Pour cette raison les ingénieurs de WED Entreprise firent de très nombreuses recherches afin d'être au plus proche des fleurons du genre. Les trois ponts du bateau ont été assemblés dans les studios de Burbank tandis que la coque de 35 mètres fut construite par les chantiers navals Todd à San Pedro en Californie (aussi armateur du Sailing Ship Columbia quelques années plus tard), pour un total de 150 tonnes. Par chance l'ensemble a été assemblé à Disneyland sans le recours à aucun raccord.
L'ancien amiral et superviseur de la construction de Disneyland Joe Fowler, insista pour que Disneyland dispose d'une cale sèche le long des Rivers of America. Walt Disney ne voulait pas de cette cale qui prenait une large part de terrain dans Disneyland et aurait surnommé la cale, « le Fossé de Joe » puis le nom officiel toujours utilisé fut le « fossé de Fowler ». Il faut savoir que Walt finança de sa poche le bateau lorsque les fonds de sa société vinrent à manquer.
Lors du premier remplissage des Rivers of America, l'eau pompée s'infiltra dans le lit de la rivière artificielle. Fowler fit venir de l'argile pour remplacer le stabilisateur de sol utilisé pour le fond de la rivière. Le second remplissage fut le bon.
Le (premier) Mark Twain fit sa traversée inaugurale le 13 juillet 1955, quatre jours avant l'ouverture du parc. Walt Disney et Lillian organisèrent à bord ce jour-là leur 30e anniversaire de mariage. Avant la fête, Fowler voulut vérifier que les 300 invités pourraient monter à bord: il découvrit Lillian en train de balayer le pont des derniers débris de construction et lui apporta donc son aide.
Malgré cela lors du premier jour d'utilisation du Mark Twain quelques problèmes apparurent. 

L'actrice Irene Dunne, vedette du film Showboat et marraine du bateau eut beaucoup de mal à briser en direct à la télévision la bouteille de baptême sur la proue du bateau. 

Plus tard lors du voyage officiel, les passagers s'amassèrent sur l'un des bords afin d'observer une des scènes de la rive et firent tanguer le bateau dont le pont fut partiellement inondé.

Plus de 500 visiteurs embarquaient avant que les cast members n'empêchent d'autres de monter en voyant la ligne de flottaison disparaître. Ensuite, le bateau dévia de son rail (Voir le chapitre Côté technique) et resta enlisé dans un banc de boue. Ce fait força la direction du parc à établir quelques jours plus tard la capacité maximale pour la sécurité des passagers. La limite fut fixée à 300 passagers pour le Mark Twain de Disneyland et elle reste en vigueur.
Après cette entrée en matière un peu difficile, le bateau poursuivit une carrière d'attraction de plus de 50 ans. Durant les premières années d'opération, les passagers pouvaient acheter une version non alcoolisée du Mint julep ou écouter les dialogues d'un groupe de joueurs de cartes. Parfois, la fanfare de Disneyland jouait à bord sur le premier pont et distrayait les passagers comme les visiteurs placés le long des berges.
Le Mark Twain a subi une lourde rénovation en 1995 durant laquelle les ponts et la chaudière ont été changés. En 2002, Rivers of America a été vidé et nettoyé mettant au jour les dégâts de la coque. En 2004, une nouvelle rénovation répara la coque et changea la quille. En 2005, le bateau fut encore une fois mis en cale sèche pour appliquer un ensemble de peinture plus vif à l'occasion du 50e anniversaire du parc.

## Côté technique
Le Mark Twain de Californie est propulsé par une chaudière Diesel générant une vapeur continue à partir de l'eau, vapeur envoyée dans deux pistons entraînant la roue à aubes. La vapeur refroidie en eau est ensuite renvoyée dans la chaudière. Comme le circuit de vapeur est fermé, les deux cheminées signées à l'avant du bateau sont principalement décoratives.
Pour le guidage, le bateau est dirigé par une barre mais suit un rail disposé sur le lit de la rivière et masqué par la couleur sombre de l'eau. Pour cette raison, la profondeur de la rivière est assez faible, 2,4 mètres au maximum à proximité de la cale sèche (Le Fossé de Fowler). Cette faible profondeur provoque une ligne de flottaison très faible de seulement 45 cm.

## Les attractions
Le premier Mark Twain Riverboat fut lancé en même temps que Disneyland le 17 juillet 1955. Depuis, les autres parcs accueillent aussi des bateaux à aubes ainsi qu'un ship sloop (version anglo-américaine des corvettes du XVIIIe siècle).
- Disneyland
  - Mark Twain Riverboat
  - Sailing Ship Columbia
- Magic Kingdom
  - Liberty Square Riverboat avec ses différents bateaux:
    - Liberty Belle Riverboat  (Richard F Irvine Riverboat)
    - Admiral Joe Fowler Riverboat
- Tokyo Disneyland
  - Mark Twain Riverboat
- Parc Disneyland
  - Thunder Mesa Riverboat Landing avec ses différents bateaux:
    - Mark Twain Riverboat
    - Molly Brown Riverboat

### Disneyland
Les visiteurs peuvent embarquer depuis une zone abritée de la rivière situé dans Frontierland toutes les 20 minutes. La file d'attente de l'attraction ressemble à un vrai embarcadère du XVIIIe siècle avec les malles et caisses se partageant l'espace avec les passagers et un drapeau américain flottant au-dessus du bâtiment.
À bord, les passagers peuvent aller librement sur l'un des trois ponts. Le pont inférieur possède des chaises, seul moyen de s'asseoir à bord. Le pont supérieur offre une vue imprenable sur le parc. Le navire se veut réel et pour renforcer l'illusion, divers éléments ont été recréés. À la proue du pont supérieur se trouve la timonerie et en dessous au premier pont se trouve la cabine du capitaine. À la discrétion du pilote, certains passagers peuvent voyager et tenir la barre. Ensuite, ces chanceux se voient délivrer un « Certificat de pilote ». Le départ et l'arrivée du bateau sont annoncés par une cloche (à bord) et une corne de brume pour le port. En raison du système de guidage employé (Voir Côté technique), le pilote ne manœuvre pas réellement la barre et n'a qu'une fonction de surveillance de la rivière. Il communique toutefois avec le machiniste situé au pont inférieur qui agit directement sur la chaudière pour contrôler la vitesse et le sens de propulsion (avant/arrière).
La plupart du temps, le Mark Twain commence ses croisières en même temps que le parc. Il s'arrête 30 minutes avant la fermeture du parc sauf les jours de présentation du spectacle Fantasmic!. Le Mark Twain joue un rôle important dans le spectacle et doit donc être préparé quelques heures avant.
 Cette attraction a ouvert avec le parc Disneyland, c'est une attraction du Disneyland d'origine
- Lancement : 17 juillet 1955 (avec le parc)[1]
  - Mais le voyage inaugural date du 13 juillet 1955, Walt utilisa le navire pour célébrer ses 30 ans de mariage avec Lillian[3]
- Rénovation : Printemps 1995
- Type : Bateau à vapeur avec roue à aubes en poupe
- Longueur : 35 m.
- Masse : 150 tonnes[1]
- Ligne de flottaison : 45 cm.
- Nombre de passagers : 300
- Durée de la croisière : 12 min.
- Ticket requis : "D"
- Type d'attraction : croisière
- Situation : 33° 48′ 43″ N, 117° 55′ 18″ O (en réparation dans le Fowler's Landing)

### Tokyo Disneyland
Le Mark Twain de Tokyo Disneyland est une version agrandie de celui de Disneyland. En raison de sa grande capacité, le bateau a dû être déclaré à la préfecture maritime et son port d'attache est Urayasu. Le parc japonais a repris certains des éléments typiques du parc californien comme le cocktail non alcoolisé ou les discours à bord.
- Lancement : 15 avril 1983 (avec le parc)[1]
- Type : Bateau à vapeur avec roue à aubes en poupe
- Partenaire :
  - Nippon Suisan Kaisha : avril 1983 à septembre 2006
- Nombre de passagers : 475
- Durée de la croisière : 12 min.
- Type d'attraction : croisière
- Situation : 35° 37′ 54″ N, 139° 53′ 00″ E

### Parc Disneyland
Au Parc Disneyland, Mark Twain Riverboat et Molly Brown Riverboat forment l'attraction Thunder Mesa Riverboat Landing.
Le parc français possède une version du Mark Twain presque identique à celle de Californie, ainsi qu'un second navire, le Molly Brown Riverboat.
Les deux bateaux font le tour de l'île de Big Thunder Mountain et de Wilderness Island. De plus, le parc possède sur une rive, une zone inspirée des geysers du parc national de Yosemite comprenant un squelette de dinosaure et sur l'autre rive, une reproduction d'une structure naturelle rappelant un pont, le Rainbow Natural Bridge. La croisière permet d'avoir une vue sur Frontierland, en particulier sur Phantom Manor.
En 2011, le Mark Twain est envoyé en cale sèche pour une réhabilitation, qui n'aura cependant pas lieu. Radio Disney Club révèle en 2015 que le bateau est laissé à l'abandon. Son retour, annoncé en 2018, est retardé à plusieurs reprises en raison de la forte dégradation du bateau. L'année suivante, Daniel Delcourt, directeur général adjoint chargé des opérations à Disneyland Paris, annonce finalement que le Mark Twain sera démonté puis entièrement reconstruit, le chantier devant durer deux ans.
- Lancement : 12 avril 1992 (avec le parc)[1]
- Type : Bateau à vapeur avec roue à aubes en poupe
- Durée de la croisière : 12 min.
- Type d'attraction : croisière
- Situation : à l'abandon
- Coordonnées : 48° 52′ 16″ N, 2° 46′ 34″ E